# Mưa và lũ miền Trung Việt Nam 2010
Mưa lũ Bắc Trung Bộ tháng 10 năm 2010 là một đợt mưa lũ lớn trên diện rộng tại các tỉnh Nghệ An, Hà Tĩnh, Quảng Bình, Quảng Trị và Thừa Thiên Huế vào đầu tháng 10 năm 2010. Lũ lụt đã làm 32 người chết và mất tích, hàng chục ngàn ngôi nhà bị ngập trong nước lũ, giao thông đường bộ và đường sắt tê liệt. Lũ lớn còn đe dọa sự an toàn của các đập thủy điện, làm hàng chục nghìn người phải sơ tán.